# اوبرشواینباخ
اوبرشواینباخ (به آلمانی: Oberschweinbach) یک شهر در آلمان است که در بایرن واقع شده‌است.

## خصوصیات
اوبرشواینباخ ۷٫۲۳ کیلومترمربع مساحت دارد ۵۴۸ متر بالاتر از سطح دریا واقع شده‌است.